# ستيفن ويست (اختصاصي الأقدام)
ستيفن ويست (بالإنجليزية: Steven West)‏ هو اختصاصي الأقدام بريطاني، ولد في 21 مارس 1961 في لندن في المملكة المتحدة.